# Otoño (Manet)

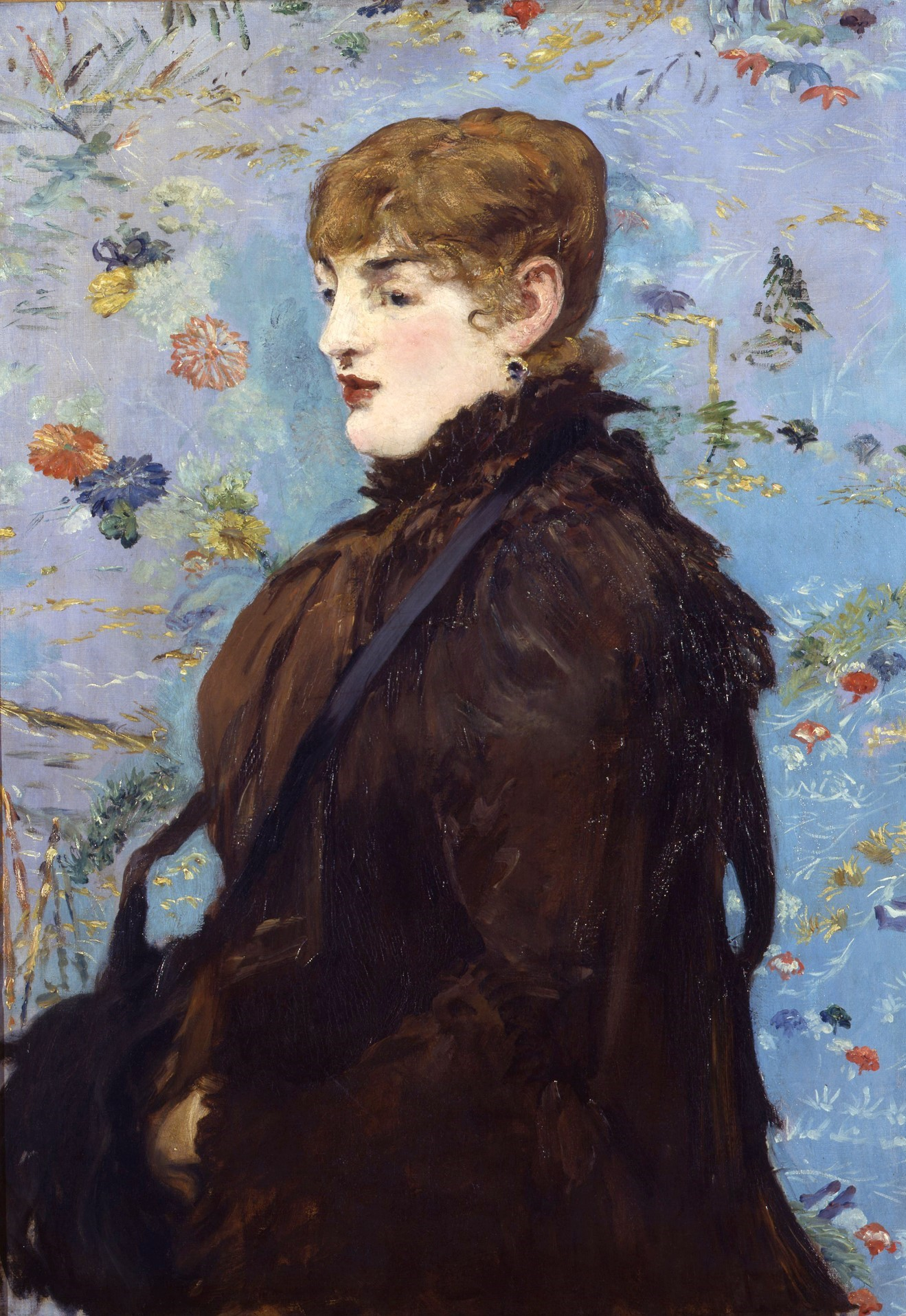

Otoño (en francés: L’Automne) es una obra del pintor francés Édouard Manet. Pintada al óleo sobre lienzo en 1881, con 73 x 51 cm, muestra a la actriz y cortesana Méry Laurent con una chaqueta de piel oscura delante de un fondo azul decorado con flores. La imagen es parte de una serie planificada en la que las cuatro estaciones deberían estar representadas por mujeres. De estas, sin embargo, solo se ejecutaron la primavera y el otoño. El cuadro Otoño pertenece a la colección del Museo de Bellas Artes de Nancy.

## Descripción
La pintura muestra a una mujer de perfil y medio cuerpo. Se trata de Méry Laurent, una amiga de Manet. La conocida cortesana usa maquillaje. La tez blanca muestra tonos rosados en el mentón y las mejillas y los labios destacan, pintados con un carmín rojo coral brillante. Sus ojos oscuros miran hacia su izquierda. Méry Laurent no lleva sombrero. El cabello rubio ligeramente ondulado llega por delante sobre la frente hasta las cejas oscuras y por detrás se recoge en la nuca. La oreja está descubierta por el pelo, y su pendiente con una piedra preciosa azul engastada en oro es la única joya a la vista. Para la historiadora del arte Françoise Cachin, Méry Laurent tiene un "rostro rústicamente fresco"  en esta imagen, mientras que el escritor Robert de Montesquiou señaló que ella luce "la sonrisa de un bebé que ha sido galardonado".
Méry Laurent viste una chaqueta marrón oscuro con adornos de piel (una pelisse, pelliza). Françoise Cachin sospecha que esto podría ser piel de mono. Méry Laurent compró esta chaqueta especialmente para la sesión de posado en la casa de modas de Charles Frederick Worth, como relata el amigo de Manet, Antonin Proust, sobre el pintor en su biografía. Continúa diciendo que esta chaqueta tenía un forro de color oro viejo. Sin embargo, este forro interior no se ve en el cuadro porque Méry Laurent lleva la chaqueta cerrada. El cuello alto llega bajo la barbilla, cubriendo completamente el cuello. La chaqueta voluminosa le da a la modelo una silueta bastante voluptuosa en general. Por delante, Méry Laurent ha puesto sus manos en un manguito negro que cuelga de su cuello con una larga cinta. El manguito y la chaqueta con adornos de piel son los únicos indicios de una estación fresca y el tema otoñal es solo sugerido por el título de la obra.
La modelo se sienta frente a un fondo azul claro con decoración floral. Además de tallos y hojas individuales, se pueden ver crisantemos. Este fondo estampado, que parece un papel tapiz o una pantalla, era un kimono japonés que Manet tomó prestado de Antonin Proust. Historiadores del arte como John Rewald o Françoise Cachin ven la inspiración de esta figura femenina de medio perfil frente a un fondo floreado en el Retrato de una princesa de la casa de Este de Pisanello, que seguramente Manet conocía de sus numerosas visitas al Louvre El cuadro Otoño no está firmado ni fechado. Con Manet, esto suele ser una señal de que consideraba la obra incompleta. Hay un exceso de pintura claramente visible en el área del fondo frente al mentón. Originalmente había unas cuantas flores que luego se cubrieron con pintura azul. Aunque Françoise Cachin sospechaba que Manet había realizado él mismo esta sobrepintura, el historiador de arte Mikael Wivel ha demostrado, sobre la base de una fotografía de la pintura que se tomó después de la muerte de Manet, que la revisión provino de la mano de otra persona. Además, las notas del ahijado de Manet , Léon Leenhoff, revelan que el cuadro fue completado "por el pintor de Kievert". La empresa de restauración Kievert llevó a cabo estas revisiones, además de las flores tapadas, también retocó el área de las manos y el manguito, en preparación para la exposición en la Escuela de Bellas Artes en 1884.

## Méry Laurent en la obra de Manet
Méry Laurent tenía unos 32 años por entonces. Apareció, principalmente en papeles secundarios, en varios escenarios teatrales de París y, más o menos vestida, se la vio en revistas de entretenimiento. Pero es más conocida como una cortesana exitosa que tuvo varias relaciones con hombres adinerados. Entre sus patrocinadores, que voluntariamente financiaron su costosa vida, estaba el Dr. Thomas Evans, dentista de Napoleón III. También mantuvo aventuras amorosas con otras personalidades y su círculo de amistades incluía poetas, compositores y pintores. Édouard Manet la conoció en 1876. La naturaleza de su relación no está clara. Ella podría haber sido su amante, definitivamente era su confidente y amiga. Una serie de tiernas cartas que Manet escribió a Méry Laurent así lo atestiguan. Además, ocasionalmente negoció la venta de pinturas de Manet a sus conocidos y reunió una pequeña colección de sus pinturas ella misma.
La historiadora del arte Françoise Cachin sospecha que Méry Laurent posó por primera vez para Manet en 1878-1879 para cuatro pinturas al pastel de mujeres en el baño. Estas incluyen Mujer con liga ( Museo Ordrupgaard, Charlottenlund), Mujer en la bañera (Museo de Orsay, París), La bañera (colección privada) y El aseo (Fundación de la colección E. G. Bührle, Zúrich). Al identificar a las mujeres en el baño, Cachin se remite a un poema de Henri de Régnier, amigo de Méry Laurent. De Régnier escribió el poema para una exposición de Manet a finales del siglo XIX centrándose en dos cuadros de Manet, que la mostraban. Por un lado, la exposición de Una mujer con pieles, para la que Méry Laurent claramente se sentó como modelo, y el otro cuadro se titula Bañista desnuda, que presumiblemente la representa en la bañera. Esta serie de varios desnudos podría indicar una relación íntima entre Manet y Méry Laurent. Por otro lado, no era raro que un pintor pintara desnudos y Méry Laurent ya había sido vista semidesnuda en el escenario.
En 1881, por sugerencia de su amigo Antonin Proust, Manet inició un ciclo de bellas mujeres representando las cuatro estaciones. Empezó con el cuadro Primavera, para el que la futura actriz Jeanne Demarsy se sentó. Manet exhibió con éxito la obra en el Salón de París de 1882. Como siguiente imagen de la serie, Manet abordó el motivo otoñal con Méry Laurent como modelo. No está claro si comenzó a pintar Otoño en 1881, es decir, en el mismo año que Primavera. Quizás el éxito de esta en el Salón de 1882 le animó a continuar la serie de estaciones con el Otoño. Manet no terminó la serie de cuadros con las cuatro estaciones. Dice su ahijado Léon Leenhoff que Jeanne Demarsy volvería a ser la modelo para el verano y que Manet quería volver a contratar a Méry Laurent para el motivo de invierno. La historiadora del arte Anne Coffin Hanson ha planteado la tesis de que Manet pretendía el cuadro Amazona, fondo azul (Museo Thyssen-Bornemisza, Madrid), iniciado en 1882, como motivo estival. Sin embargo, no fue Jeanne Demarsy quien posó para este cuadro, que también quedó inacabado, sino Henriette Chabot. Manet supo hacer referencia a una larga tradición histórico-artística en sus pinturas de las estaciones. Ya en el arte helenístico y romano había representaciones de las cuatro estaciones personificadas por figuras femeninas. Unos años antes que Manet, el pintor Alfred Stevens creó también el ciclo estacional clásico. En su pintura Otoño de 1877 ( Sterling and Francine Clark Art Institute, Williamstown), Stevens retrató a una mujer de cuerpo entero en el marco de un jardín. A diferencia de Manet en su pintura Otoño, Stevens muestra claramente la estación del año en las hojas que han caído de los árboles. Sin embargo, Manet estaba menos interesado en representar a las mujeres como alegorías que en capturar a la típica parisina: atractivas jóvenes vestidas a la moda, como las que el flâneur podría observar en sus paseos por las calles de París o en el Jardín de las Tullerías.
Alrededor de 1882, Manet también creó una serie de pasteles que retrataban a Méry Laurent. No es posible una clasificación cronológica precisa de estas imágenes. Es posible que hayan sido creadas antes de Otoño, es posible que también haya trabajado en la pintura y los pasteles al mismo tiempo o que haya creado los pasteles después de haber dejado de trabajar en Otoño. Manet recurrió a la técnica del pastel, especialmente en los últimos años de su vida. Ya estaba gravemente enfermo y le resultaba difícil permanecer de pie frente al caballete durante largos períodos de tiempo. Las pinturas al pastel tenían la ventaja sobre la pintura al óleo de que podían trazarse rápidamente. La mayoría de estas pinturas probablemente se realizaron en unas pocas horas en un día, mientras que las pinturas al óleo de Manet requerían varias sesiones y tardaban días o semanas en completarse. La serie de pinturas al pastel para las que modeló Méry Laurent incluye Méry Laurent con la cabeza entre las manos (colección privada), Méry Laurent con un cachorro ( Museo Pushkin, Moscú), Méry Laurent con velo (colección privada), Méry Laurent con sombrero negro ( Musée des Beaux-Arts, Dijon), Mujer con pieles (Colección privada), Méry Laurent con sombrero pequeño ( Sterling and Francine Clark Art Institute, Williamstown), Méry Laurent con sombrero decorado con flores ( Museo de Arte de Hiroshima ) y Méry Laurent de perfil ( Museo Artizon, Tokio). Françoise Cachin comenta sobre estas imágenes que Manet "disfrutaba de la sofisticación algo ostentosa de los atuendos de Méry". Aparte de la imagen de Méry Laurent de perfil, todos los retratos de Méry Laurent, como la pintura Otoño, están ejecutados como un retrato de medio cuerpo; en ninguno de los retratos se la ve de cuerpo entero. Aunque viste ropa de invierno en Mujer con pieles, no hay evidencia de que esta imagen haya sido concebida como una continuación o preparación para la finalización del ciclo de las estaciones.

## Procedencia
La pintura permaneció en posesión del artista hasta su muerte en 1883. Se mostró por primera vez al público en enero de 1884 cuando se exhibió una exposición conmemorativa en honor a Manet en la Éscuela de Bellas Artes. La obra luego se incluyó junto con la finca de Manet el 2 y 3 de febrero en la subasta en el Hôtel Drouot. El cuadro con el número de lote 21 cambió de manos por 1.550 francos. El comerciante de arte Jacob apareció como comprador. No está del todo claro en qué orden estaba actuando. Posiblemente lo compró en nombre del cantante de ópera Jean-Baptiste Faure, como afirmó Léon Leenhoff. Es posible que más tarde le haya dado o vendido la pintura a Méry Laurent. Sin embargo, también es posible que la propia Méry Laurent le encargara a Jacob la compra del cuadro. Ella conservó el cuadro hasta su muerte en 1900, legándolo al Museo de Bellas Artes en su ciudad natal de Nancy. Fue la primera pintura de Manet en ingresar a la colección de un museo provincial francés. La Société Artistiques de l'Est, con motivo de su donación al museo, describió el cuadro como una "gran obra del maestro impresionista", que marcó un "hito en la historia del arte del siglo XIX".